# Laser au fluorure d'hydrogène
Un laser au fluorure d'hydrogène est un laser chimique infrarouge. Il est capable de générer un faisceau continu de l'ordre du mégawatt.
Les lasers au fluorure d'hydrogène opèrent dans la bande des 2 700 à 2 900 nm. Cette longueur d'onde est absorbée par l’atmosphère et, effectivement, le faisceau est atténué sauf si on l'utilise dans le vide. Cependant, si on remplace l'hydrogène par du deutérium, le laser émet à une longueur d'onde d'environ 3 800 nm ce qui rend le laser à fluorure de deutérium bien adapté aux utilisations terrestres.
Le laser au fluorure de deutérium ressemble — en termes de fonctionnement — à un moteur-fusée. Dans la chambre à combustion l'éthylène est brûlé dans du trifluorure d'azote. Cette réaction produit des radicaux libres excités de fluor. Juste à la sortie de la tuyère le mélange gazeux d'hélium et d'hydrogène ou de deutérium est injecté dans le flux de l'échappement, l'hydrogène ou le deutérium réagit avec les radicaux de fluor et produit des molécules excitées de fluorure d'hydrogène ou de deutérium. Les molécules excitées subissent alors une émission stimulée dans le résonateur optique du laser.
Les lasers au fluorure de deutérium ont trouvé des applications militaires : le laser Miracl, le projectile à énergie pulsée et le Nautilus.
Le physicien américano–argentin Leonardo Mascheroni, accusé par ailleurs d'espionnage, a proposé l'idée d'utiliser les lasers au fluorure d'hydrogène pour produire de la fusion nucléaire.